# Imperial War Museum Duxford

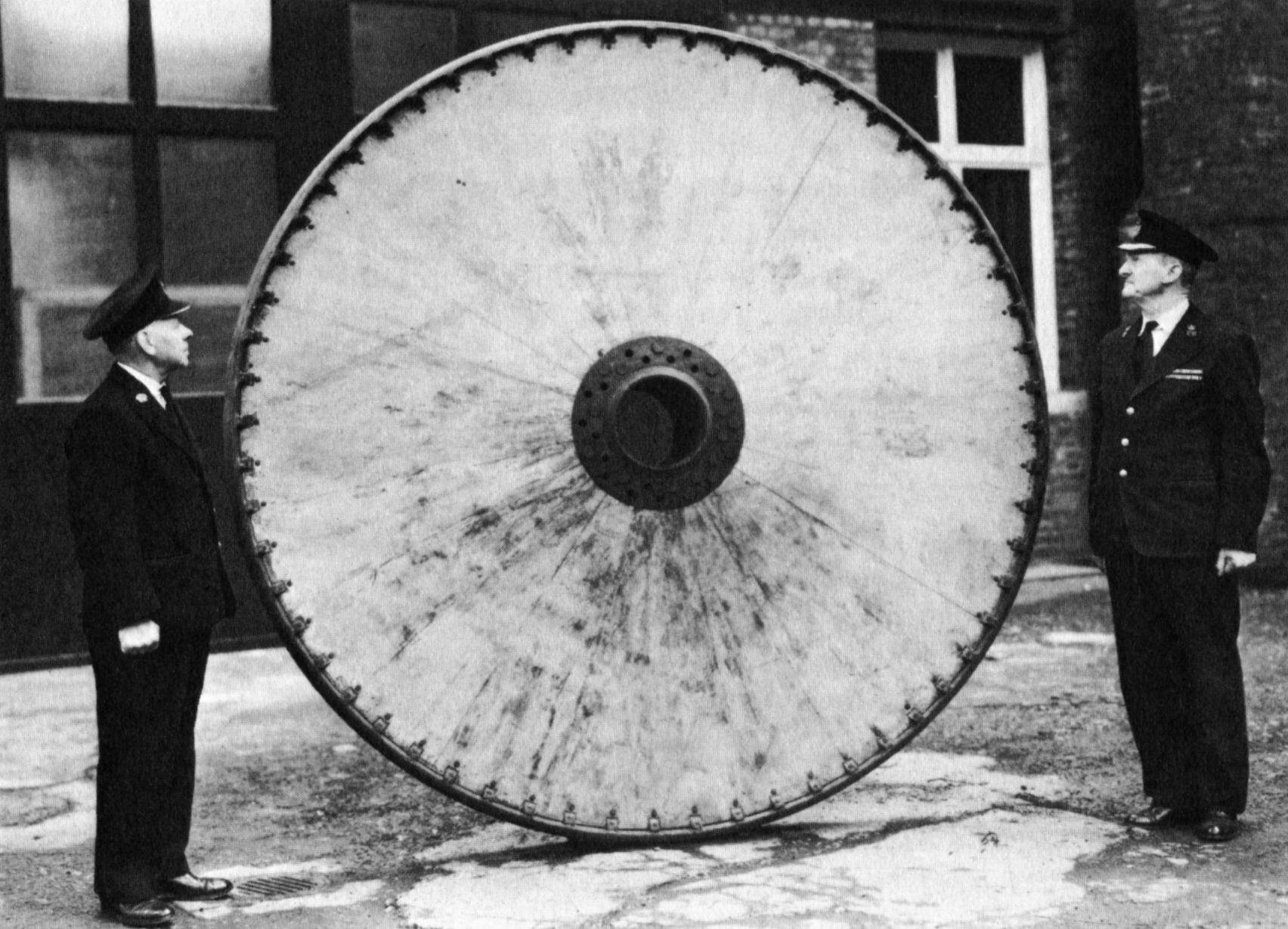
Il museo conserva la gigantesca ruota del Mannesmann Poll trovata nel 1919 da una squadra della RAF nei pressi di Colonia

L'Imperial War Museum Duxford è una parte distaccata del Imperial War Museum di Londra ed è il più importante museo aeronautico britannico. Il museo è situato nei pressi del villaggio di Duxford, vicino a Cambridge, in un vecchio aeroporto restaurato e ampliato con alcuni padiglioni. Il museo ospita una grande collezione di velivoli di ogni epoca, alcuni dei quali ancora perfettamente volanti. Oltre ai velivoli nel museo sono esposti anche alcune navi, alcuni veicoli militari e artiglieria varia. Tutto il museo si snoda in 7 sedi espositive.

## I Padiglioni Espositivi
Il museo si trova all'interno di un aeroporto militare operativo nella prima guerra mondiale, alcuni hangar ed edifici sono stati restaurati e ancora oggi utilizzati. Il museo consta di sette padiglioni dedicati a temi vari:
- Primo Padiglione - AirSpace:

Questo gigantesco hangar accoglie sostanzialmente tre aree: una dedicata alla storia dell'aviazione in Inghilterra e nel Commonwealth, una dedicata alla conservazione dei grandi velivoli e infine un museo dedicato al paracadutismo. Questo padiglione fu costruito nel 1980 e per le notevoli dimensioni venne soprannominato Superhangar; nel 2000 fu annunciato il progetto di restauro e di espanderlo; il permesso fu concesso nello stesso anno e riaprì al pubblico otto anni dopo. Nella parte dedicata alla storia dell'aviazione sono ospitati più di 30 velivoli tra cui alcuni di grandi dimensioni, come ad esempio un Concorde, visitabile a pagamento. All'interno è anche presente un percorso interattivo sulla meccanica e la fisica del volo.
- Secondo Padiglione - Flying Aircraft:

Si tratta di un doppio hangar del 1970 costruito su uno precedente del 1950 e ospita i velivoli, sia ricostruiti che restaurati, che si esibiscono negli air-show annuali in programma nello stesso museo o in altri aeroporti; alcuni si sono prestati anche per le riprese di film, come il famoso Boeing B-17G Flying Fortress Sally B che ha partecipato al film Memphis Belle.
- Terzo Padiglione - Air and Sea:

In questo terzo hangar viene mostrata l'evoluzione della difesa del mare dell'Inghilterra. Sono infatti qui esposti numerosi aerei che operavano sulle imbarcazioni e anche 2 navi. Una parte di questo padiglione è dedicata ai sottomarini e alla loro guerra.
- Quarto Padiglione - Battle of Britain:

In questo hangar viene ripercorsa la storia di Duxford come aeroporto della RAF, dalla prima guerra mondiale alla guerra fredda. Tra i velivoli rappresentativi della prima guerra mondiale troviamo in questo hangar un Bristol F2B Fighter; qui si può anche trovare un esemplare di bomba V-1, oltre che un esemplare di Cierva C.30 usato per tarare i radar.
- Quinto Padiglione - Conservation in Action:

In questo quinto hangar sono ospitati i laboratori di conservazione degli aerei. L'hangar, essendo aperto al pubblico, permette ai visitatori di seguire i lavori di restauro portati avanti dal personale del museo o dai volontari. Due progetti di restauro degni di nota comprendono un caccia Mitsubishi A6M Zero, acquistato da un privato americano e un Royal Aircraft Factory R.E.8 ad oggi in mostra nel Primo Padiglione (AirSpace).
- Sesto Padiglione - American Air Museum:

In questo modernissimo padiglione, a forma di sezione torica, sono esposti esclusivamente aeromobili americani così da raccontare la storia dell'aviazione americana. In questo padiglione sono esposti tra gli altri esemplari come un North American B-25 Mitchell e un Lockheed SR-71.

## Padiglioni Speciali
Oltre a questi sei padiglioni ce ne sono altri due dedicati a temi speciali. Uno dedicato alla Sala operativa storica dell'aeroporto e l'altro dedicato ai carrarmato e ai carri cingolati di varie epoche, quest'ultimo comprende anche un campo prova.

## Manifestazioni Aeree
Ogni anno l'aeroporto-museo organizza quattro AirShow; nel primo della stagione, che si svolge solitamente Maggio, volano velivoli sia moderni che storici. La seconda manifestazione aerea della stagione denominata Flying Legends Air Show, che si tiene a Luglio, presenta aeroplani storici in condizioni di volo; i velivoli coinvolti provengono sia dalle collezioni del museo, sia da collezioni private. Durante questa manifestazione vengono simulate anche battaglie aeree con l'ausilio di fumi ed effetti sonori. A Settembre si svolge invece The Duxford Air Show. L'ultima manifestazione della stagione, quella di ottobre, è la più informale e fa volare i veicoli dei partner del museo.

## Collezione
Di seguito viene indicata la lista, in ordine alfabetico, degli aeromobili dell'Imperial War Museum Duxford.
- Airco/de Havilland DH.9
- Airspeed Ambassador 2
- Airspeed AS40 Oxford Mk 1
- Amiot AAC1 Toucan (Junkers Ju 52)
- Avro 683 Lancaster Mk X
- Avro 698 Vulcan B2
- Avro York C1
- Avro Canada CF-100 Mk 4B
- Avro Shackleton Mk 3
- Avro Shackleton MR1/T4 (solo la sezione frontale con abitacolo)
- Avro Anson Mk 1
- BAC 167 Strikemaster Mk 80A
- BAC TSR-2
- BAe Harrier GR3
- BAe Harrier GR9
- Beech 3TM/BE18 Expeditor
- Bell UH-1H
- Bell P-39-Q6-BE Airacobra
- Beech D17S Staggerwing
- Boeing B-17G Flying Fortress
- Boeing B-17G Flying Fortress "Sally B"
- Boeing B-29A Superfortress
- Boeing B-52D Stratofortress
- Bristol Type 175 Britannia
- Bristol Beaufighter XIC
- Bristol F.2B Fighter
- Mongolfiera Virgin Atlantic Flyer Balloon/Colt 2500A
- British Aircraft Corporation Super VC10 Type 1151
- British Aircraft Corporation One-Eleven 510
- British Aircraft Corporation/Aerospatiale Concorde 101
- Canadian Vickers PBY-5A Canso (Consolidated Catalina)
- Casa 2-111B (Heinkel He-111)
- Chance Vought F4U/FG-1D
- Cierva C30A Autogiro
- Consolidated B-24M Liberator
- Curtiss P-40B Warhawk
- de Havilland DH 82A Tiger Moth
- de Havilland DH 85 Leopard Moth
- de Havilland DH 89A Dragon Rapide
- de Havilland DH 106 Comet 4
- de Havilland DH 100 Sea Vampire T22
- de Havilland DH 98 Mosquito
- de Havilland DH 104 Dove
- de Havilland DH 100 Vampire TII
- de Havilland DH 110 Sea Vixen FAW 2
- de Havilland DH 112 Sea Venom FAW 21
- de Havilland DHC-1 Chipmunk 22
- Fairchild Bolingbroke IVT (Bristol Blenheim)
- Douglas Dakota C-47A
- English Electric Canberra
- English Electric Lightning Mk I
- Eurofighter Typhoon DA4
- Fairchild A-10A Thunderbolt II "Warthog"
- Fairey Firefly Mk I
- Fairey Gannet ECM6
- Fairey Swordfish Mk III
- Fiat C.R.42 Falco F9-10
- FMA IA-58A Pucará (Pucara)
- Gloster Meteor F8
- General Dynamics F-111E
- General Dynamics F-111F (abitacolo)
- Gloster Gladiator
- Gloster Javelin FAW7
- Focke Achgelis Fa-330
- Grumman F6F-3 Hellcat
- Grumman F8F-2P Bearcat
- Grumman FM-2 Wildcat
- Grumman TBM3 Avenger
- Handley Page Dart Herald 200
- Handley Page Hastings C1A
- Handley Page Hermes Mk 4 fuselage
- Handley Page Victor BK1A
- Hawker Sea Fury
- Hawker Hunter F6 (cockpit section)
- Hawker Hurricane Mk IIB
- Hawker Nimrod I
- Hawker Nimrod II
- Hawker Hunter F6
- Hawker Sea Hawk FB5
- Hawker Siddeley Buccaneer Mk 2B
- Hawker Siddeley Trident 2E
- Hawker Typhoon Mk IB (cockpit section)
- Heinkel He 162
- Yakovlev Yak 52
- LeVier Cosmic Wind "Ballerina"
- Lockheed SR-71A Blackbird
- Lockheed T-33A
- Lockheed U-2C
- McDonnell Douglas F-15A Eagle
- McDonnell Douglas F-4J Phantom
- McDonnell Douglas Phantom FGR 2
- Messerschmitt Bf 109E-3
- Mikoyan-Gurevich MiG-21PF
- Noorduyn AT-16 Harvard IIB (North American AT-16 Harvard)
- Miles M14A Magister
- Mitsubishi Zero A6M3
- Morane Saulnier MS.502 Criquet (Fieseler Fi-156 Storch)
- Mil Mi-24D Hind
- North American AT-6 Harvard
- North American B-25 Mitchell
- North American B-25J Mitchell
- North American F-100D Super Sabre
- North American F-86A Sabre
- North American NA-64 Yale
- North American P-51D Mustang
- North American T-28A Sud Fennec
- North American T-28B Sud Fennec
- North American TF-51D Mustang
- Northrop SD1 Drone
- Panavia Tornado GR1
- Percival Proctor III
- Aliante Pilcher Hawk (replica)
- Piper L-4 Grasshopper
- Republic F-105D Thunderchief
- Republic P-47D Thunderbolt
- Royal Aircraft Factory R.E.8
- SEPECAT Jaguar
- Short Sunderland V
- SPAD S.XIII (replica)
- Stearman PT-17
- Stampe SV4C
- Supermarine Spitfire F24 (Mk 24)
- Supermarine Spitfire FR XIV
- Supermarine Spitfire FR XVIII
- Supermarine Spitfire FR
- Supermarine Spitfire LF VB
- Supermarine Spitfire LX VI
- Supermarine Spitfire LF XVIE
- Taylorcraft Auster V Series J/1 Autocrat
- Vickers Viscount
- Vickers Varsity
- Westland Lysander IIIA
- Westland Wasp HAS Mk I
- Westland Wessex HAS1
- Westland Whirlwind HAS7